# 栄和交通
株式会社栄和交通（えいわこうつう、英: Eiwa Kotsu Co., Ltd.）は、山梨県笛吹市に本社を置く観光バス、路線バスおよびタクシーを運行している株式会社である。

## 概要
1981年（昭和56年）に特定旅客自動車運送事業の認可を受け設立。山梨県全域のほか長野県や静岡県、東京都にも営業範囲を広めている。また、自治体から受託されてコミュニティバスの運行もおこなっている。
2010年（平成22年）、国際自動車（kmタクシー）と業務提携を結び、タクシーの営業を開始した。

## 営業所一覧
- 本店営業所：山梨県笛吹市春日居町別田361-1（観光バス・タクシー）
- 山梨東部営業所：山梨県甲州市塩山下於曽871-1（路線バス）
- 松本営業所：長野県松本市大字笹賀3061-3（観光バス）
- 静岡営業所：静岡県袋井市山科字前田3300-3（観光バス）
- 東京営業所：東京都大田区大森南4-1-6-302（観光バス）

## 路線バス
- 大菩薩上日川峠線

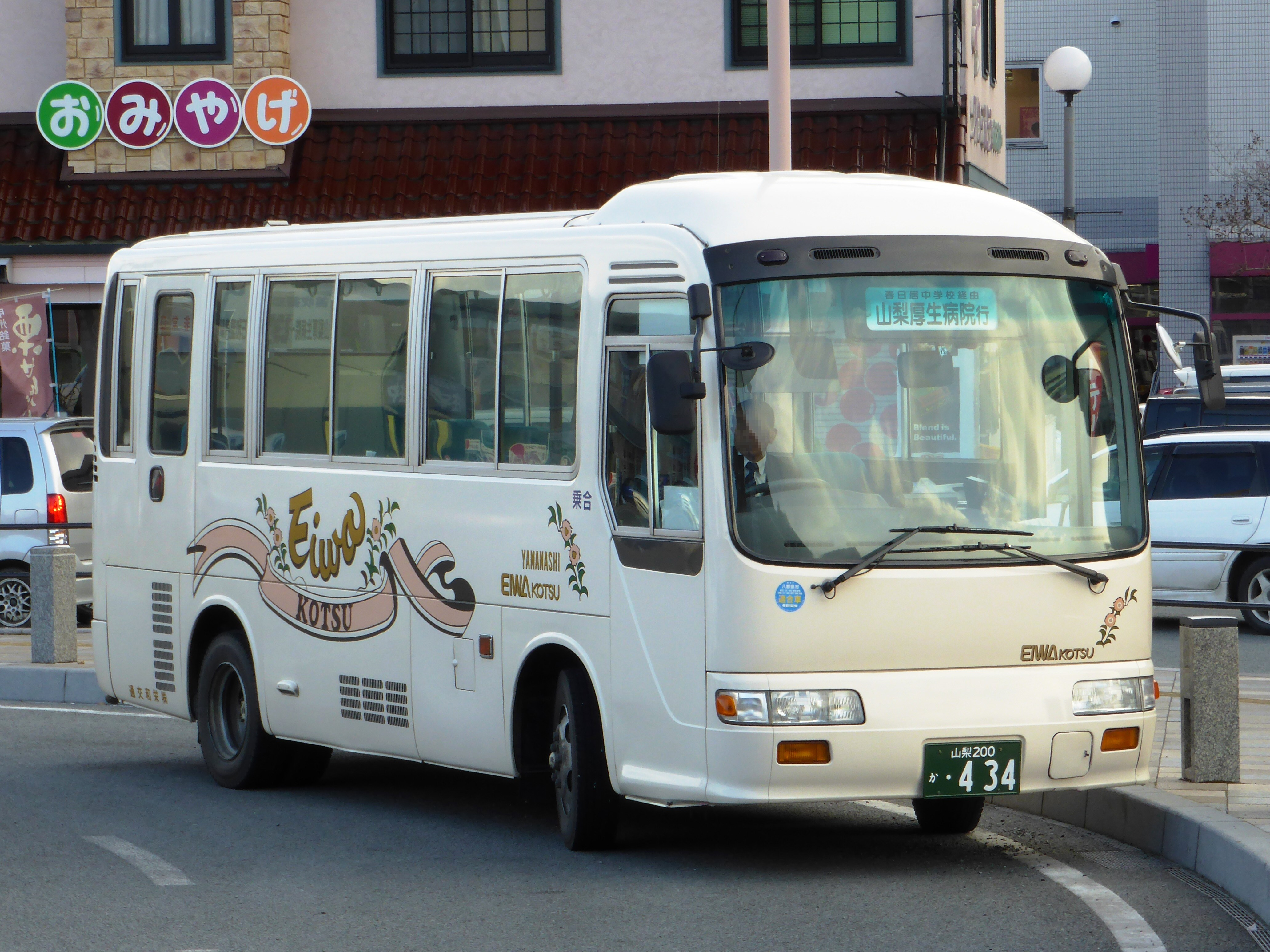
路線バス（石和系統）
2014年3月7日撮影

  - 甲斐大和駅 - やまと天目山温泉 - 天目（栖雲寺） - 奥日川渓谷 - 大菩薩湖入口 - 上日川峠（大菩薩）

概ね4月下旬から11月下旬の土休日と一部の平日に運転。具体的な運行日は年により異なる。
全区間が自由乗降区間となっている。
- 石和系統
  - 山梨厚生病院 - 春日居町駅 - 山梨リハビリテーション病院 - ひゅうが前 - 石和温泉駅

土、日、祝日と12/30 - 1/3は運休する。
- 焼山峠・大弛峠（金峰山）線
  - 塩山駅北口 - 柳平 - 焼山峠
  - 柳平 - 大弛峠

6/1から11月の勤労感謝の日（その振替休日を含む）までの土、日、祝日のみ運行する。乗車には事前に予約が必要。
柳平 - 大弛峠間は乗合タクシーでの運行。

### 受託路線
山梨市営バス
- 牧丘循環線
  - 花かげの湯前 - 窪平 - 牧丘病院[1] - JA中牧西 - 城下 - 常磐橋 - 牧平 - 洞雲寺 - 塩平
  - 窪平 - 牧丘病院[1] - JA中牧西 - 真智 - 常磐橋 - 牧平 - 洞雲寺 - 塩平
  - 塩山駅→塩山高校→恵林寺[2]→窪平→杣口→杣口上
  - 杣口上→杣口→窪平→牧丘病院→窪平→恵林寺[2]→塩山高校→塩山駅
  - 杣口上 - 杣口 - 成沢 - 花かげの湯前

1/1、1/2は運休する。
甲州市市民バス
- 甲州市縦断線
  - 塩山駅南口 - 甲州市役所 - 塩山市民病院 - 勝沼病院 - 共和（ - 日影上） - 甲斐大和駅 - 景徳院入口 - 竜門峡入口 - やまと天目山温泉 - 天目（栖雲寺）

笹子峠入口 - 日影上間、舟郷橋 - 天目（栖雲寺）間が自由乗降区間となっている。
12/31 - 1/3は運休する。

### 運行終了路線
- 笛吹市営バス東側路線（実証運行）
  - 春日居町駅 - 春日居郵便局前 - 石和温泉駅 - 山梨リハビリテーション病院 - 春日居分庁舎 - 春日居町駅

※2008年1月7日から2009年3月31日までの平日運転。4月以降は休止。

## 車両（バス）
貸切バス車両は、三菱（エアロエース、エアロバスMM）を主体に、一部いすゞ（ガーラ）、日野（セレガ (9m)）を保有している。

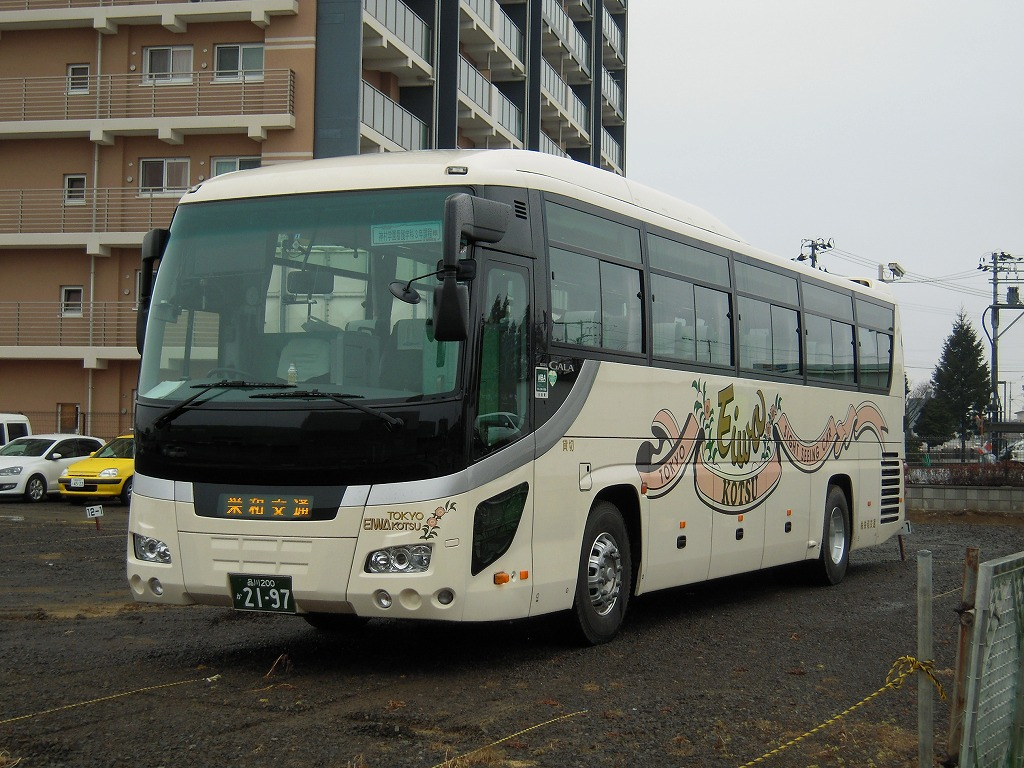
栄和交通の貸切バス車両（東京営業所所属、いすゞ・ガーラ）
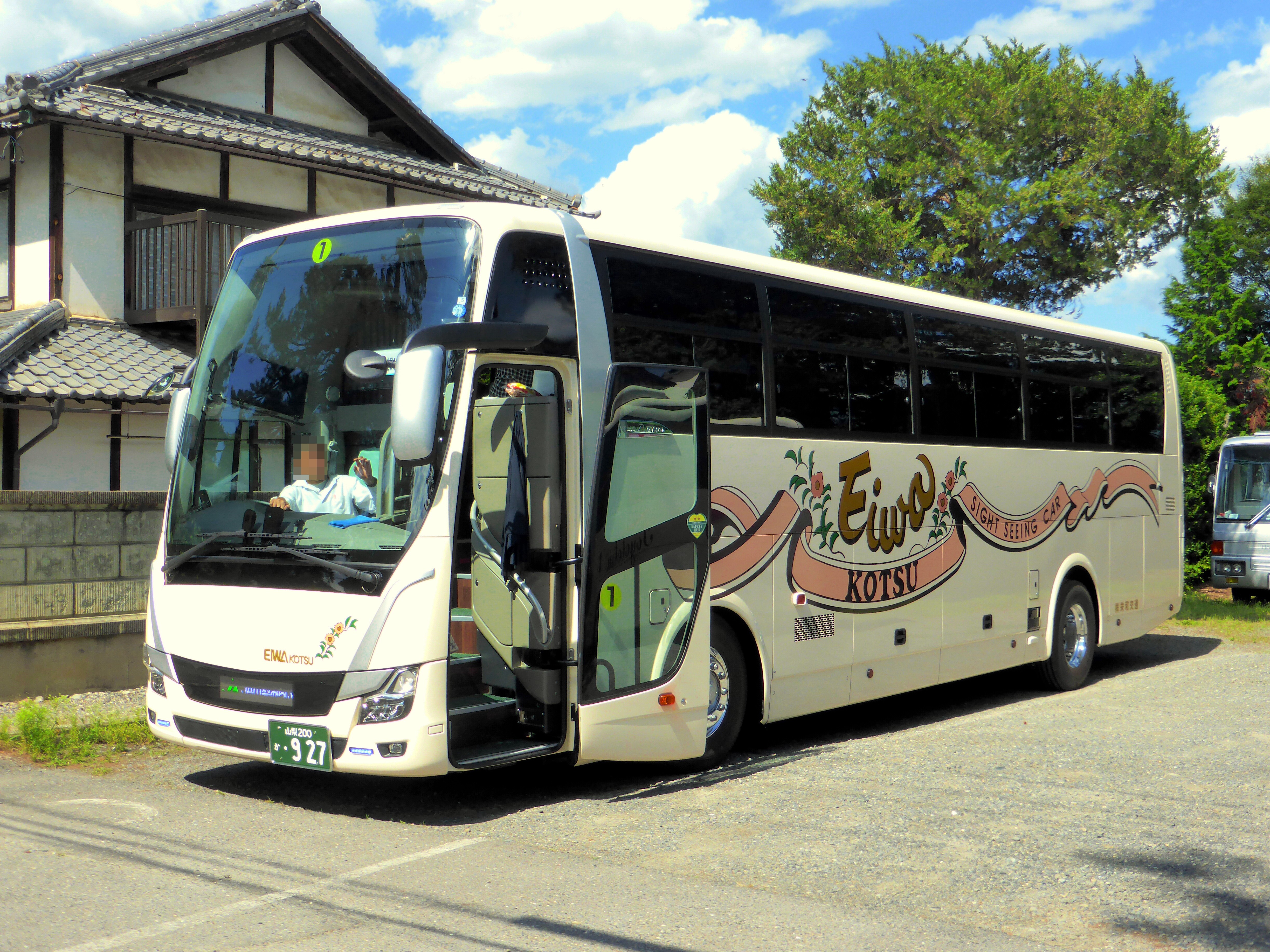
栄和交通の貸切バス車両（本社営業所所属、三菱ふそう・エアロクィーン）